# Генадий Янаев
Генадий Иванович Янаев (на руски: Генна́дий Ива́нович Яна́ев) е виден съветски политик.
Той е единственият вицепрезидент на СССР от 27 декември 1990 до 4 септември 1991 г., както и изпълняващ длъжността президент на СССР само за 3 дни (19 – 21 август 1991), член и фактически председател на Държавния комитет по извънредното положение по време на Августовския опит за сваляне на президента Михаил Горбачов през 1991 г.
Секретар е и член на Политбюро на ЦК на КПСС в периода 1990 – 1991 г., както и председател на Всесъюзния централен съвет на професионалните съюзи в СССР през 1990 г.